# Răuseni
Răuseni – wieś w Rumunii, w okręgu Botoszany, w gminie Răuseni. W 2011 roku liczyła 1210 mieszkańców.